# Bandera de Sant Quirze de Besora
La bandera oficial de Sant Quirze de Besora té la següent descripció:
Bandera apaïsada, de proporcions dos d'alt per tres de llarg, formada per dues parts, la de l'asta, de llargària 8/15 de la del drap, vermella, amb les dues palmes grogues de l'escut, creuades a baix, tot el conjunt d'alçària 2/5 de la del drap i amplària 3/10 de la llargària del mateix drap, al centre; i la segona, negra, amb tres pals blancs.
Va ser aprovada el 22 de novembre de 2012 i publicada al DOGC el 10 de desembre del mateix any amb el número 6270.